# Heterobranchus
Heterobranchus es un género de peces de la familia Clariidae en el orden de los Siluriformes.

## Especies
Las especies de este género son:
- Heterobranchus bidorsalis É. Geoffroy Saint-Hilaire, 1809
- Heterobranchus boulengeri (Pellegrin, 1922)
- Heterobranchus isopterus (Bleeker, 1863)
- Heterobranchus longifilis Valenciennes, 1840
- Heterobranchus palaeindicus (Lydekker, 1886) †